# Seututie 935
Pour les articles homonymes, voir Route 935.
La route régionale 935 (finnois : Seututie 935) est une route régionale allant de Saukkoriipi à Pello jusqu'à Meltaus à Rovaniemi en Finlande,,.

## Présentation
La seututie 935 est une route régionale de Laponie.

## Parcours
- Pello
  - Saukkoriipi
  - Rattosjärvi
- Rovaniemi 
  - Meltaus